# Шошонски водопад
Шошонският водопад (на английски: Shoshone Falls) на река Снейк е разположен на около 8 км източно от Туин Фолс, Айдахо. Понякога наричан „Ниагара на Запада“, той е 212 фута (64,7 м) висок – 36 фута (10,97 м) над Ниагарския водопад, и е поне 900 фута (274 м) широк.
Собственост е и се управлява от град Туин Фолс. Вижда се най-добре през пролетта, тъй като отбиването на реката за напояване често значително намалява водните нива през лятото и есента.
Водопада съществува вече 30 000 до 60 000 г.
Водопада е голяма пречка за движението на рибата към горното течение на река Снейк. Водопада е горната граница за размножаване на есетрови и сьомга, които не могат да преминават нагоре. Фонда за дивата природа използва Шошонския водопад като границата между сладководните екорегиони в горната част на Снейк и Колумбия.
Само 35% от рибните видове от горната част на р. Снейк се срещат в долните части на реките Снейк и Колумбия. Други 14 рибни вида, открити в Горен Снейк, се срещат и в сладководния екорегион Бонвил (който обхваща района на Големия басейн в Юта), но не и в долните части на Снейк и Колумбия.
В горната част на Снейк също има разнообразие от сладководни мекотело като охлюви и миди.

## Външни Препратки
- Шошонските водопади – Енциклопедия Британика en.
- Информация за Шошонските водопади